# Поянху
Поянху (кит. 鄱阳湖, пін. Poyang Hu) — найбільше прісноводне озеро Китаю, на південь від річки Янцзи з якою з'єднане рукавом. Має змінну площу, до 5100 км².